# Jakub Deml
Jakub Deml, né le 20 août 1878 et mort le 10 février 1961, est un prêtre catholique et écrivain tchèque.